# 西螺戲院
西螺戲院、又稱西螺大戲院，是一座位於臺灣雲林縣西螺鎮的東市場的戲院，舊稱西螺座或舊戲園，約在1980年代以後歇業，於2001年10月31日公告為雲林縣歷史建築。

## 沿革
西螺戲院前身為西螺座，最初建於臺灣日治時期的1930年代，於於昭和十二年（1937年）改建為地上二層建築，內部約可容納500人。其經營家族為西螺街的林廣合家族。該家族在商業經營有成，亦積極從事地方公益。二戰期間，西螺座曾作為皇民奉公會西螺街分會舉辦話劇的地點使用。
第二次世界大戰結束之後，西螺座改稱「西螺大戲院」，並作為出演戲劇、歌唱舞蹈、播映電影皆有的混合戲院，1950、1960年代是鼎盛期，1970年代，該戲院仍持續上映《梅花》、《汪洋中的一條船》等臺灣電影。而除了表演戲劇與上映電影之外，西螺戲院也出租作為頒獎典禮場所、後備軍人召集與學校畢業典禮的場地。
1980年代，隨著西螺新街興起，西螺戲院所在區域也逐漸沒落，成為西螺鎮最後一間關閉的戲院，21世紀，該戲院處於閒置狀態，屋頂存在漏水問題，牆面出現剝落現象等結構受損。
2001年，雲林縣政府登錄西螺戲院為歷史建築，戲院所有人曾於財團法人雲林縣螺陽文教基金會討論，將決定爭取文建會的補助經費來修建，並將列為「雲林縣影像歷史博物館」。然而因建物產權屬多位私人所共有，該建築最終並未能活化再利用，2017年，地主委託房屋仲介業者出售土地及建物售價3600多萬元。縣府則通過西螺戲院修復再利用計畫，將委託顧問公司調查研究。

## 建築設計
西螺戲院為RC加強磚造建築，建築的正立面山牆採用新藝術裝飾，搭配氣窗和百頁木窗，山牆上巴洛克洗石子線腳增加了藻飾紋路，舖設線文紋貼面磚。在室內空間格局採左右對稱，樓梯分別設於兩側。一樓設置舞台和觀眾席，舞台兩側則配置檜木夾層工作空間，中間區域則為木屋架結構。二樓則有觀眾席和放映室。

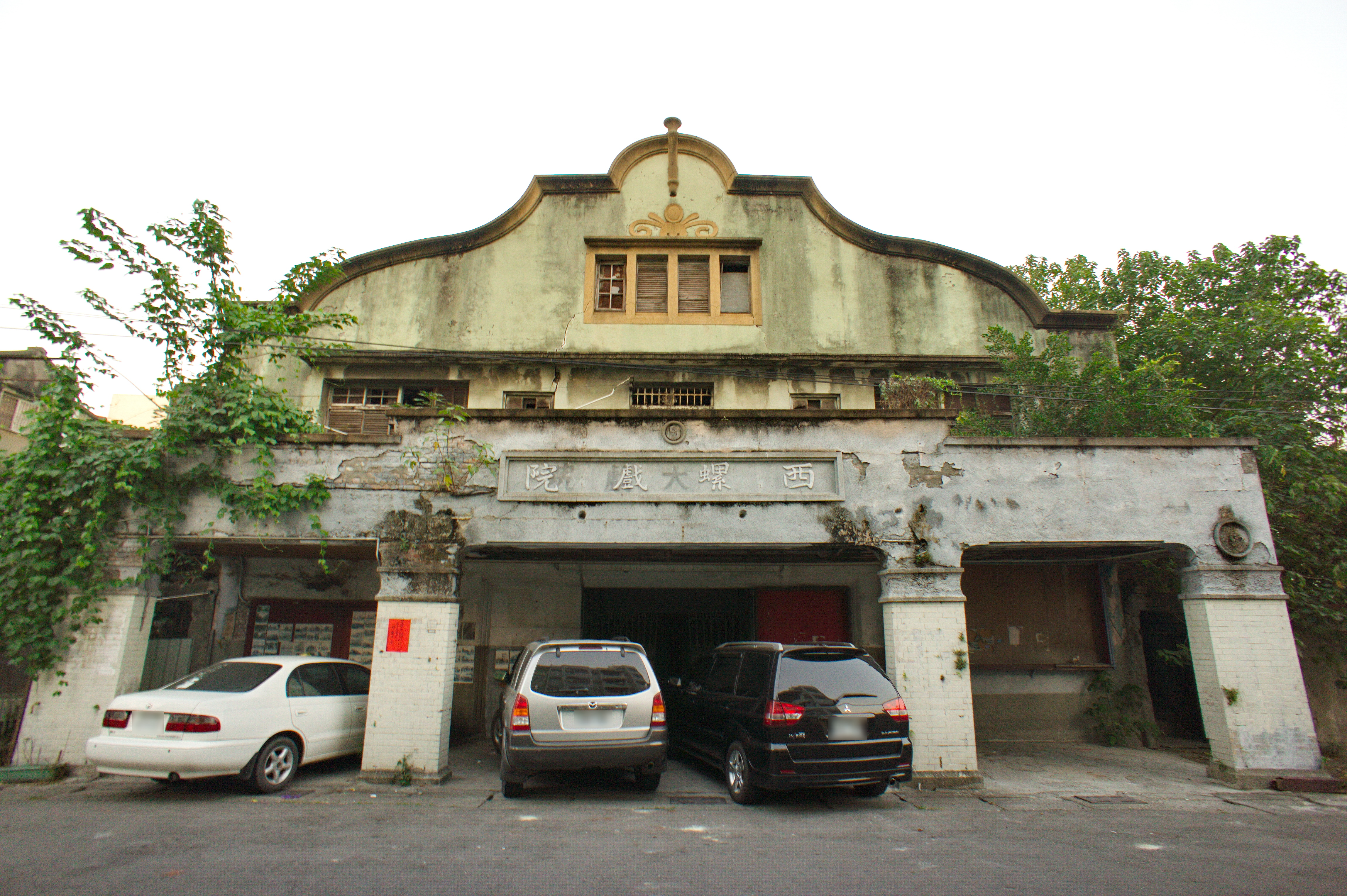
西螺戲院正立面頂部的巴洛克式弧形大山牆
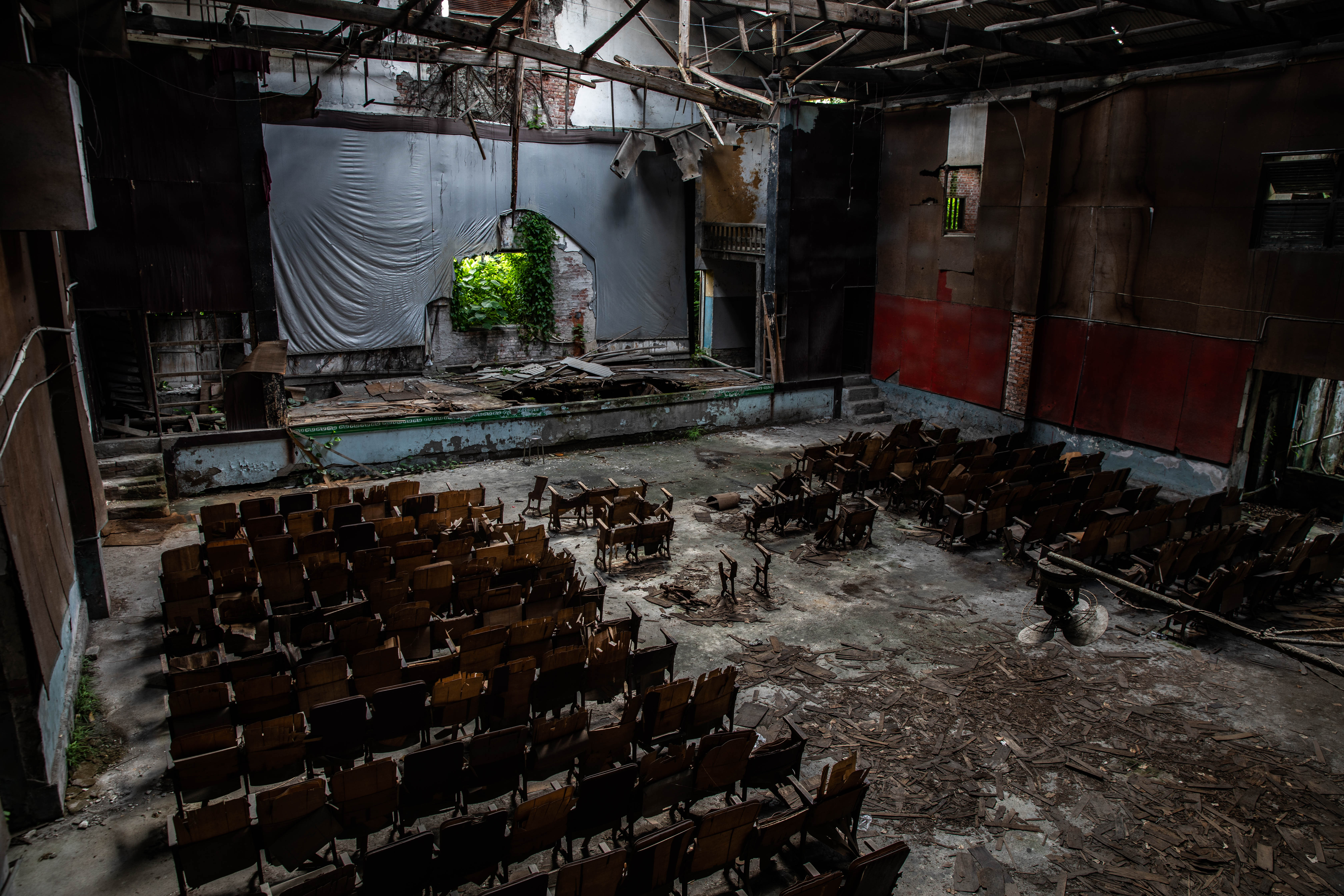
西螺戲院內部
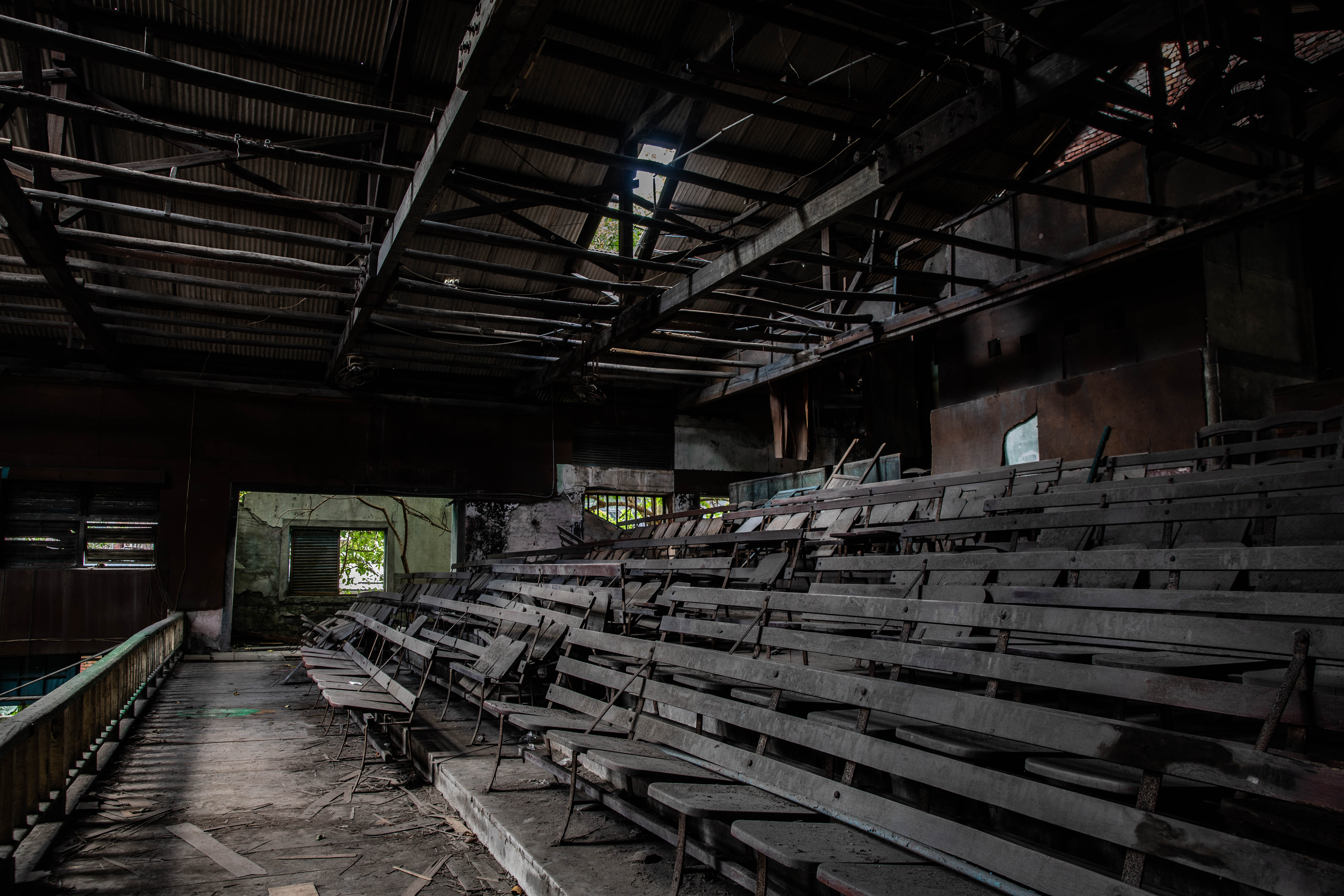
西螺戲院二樓觀眾席
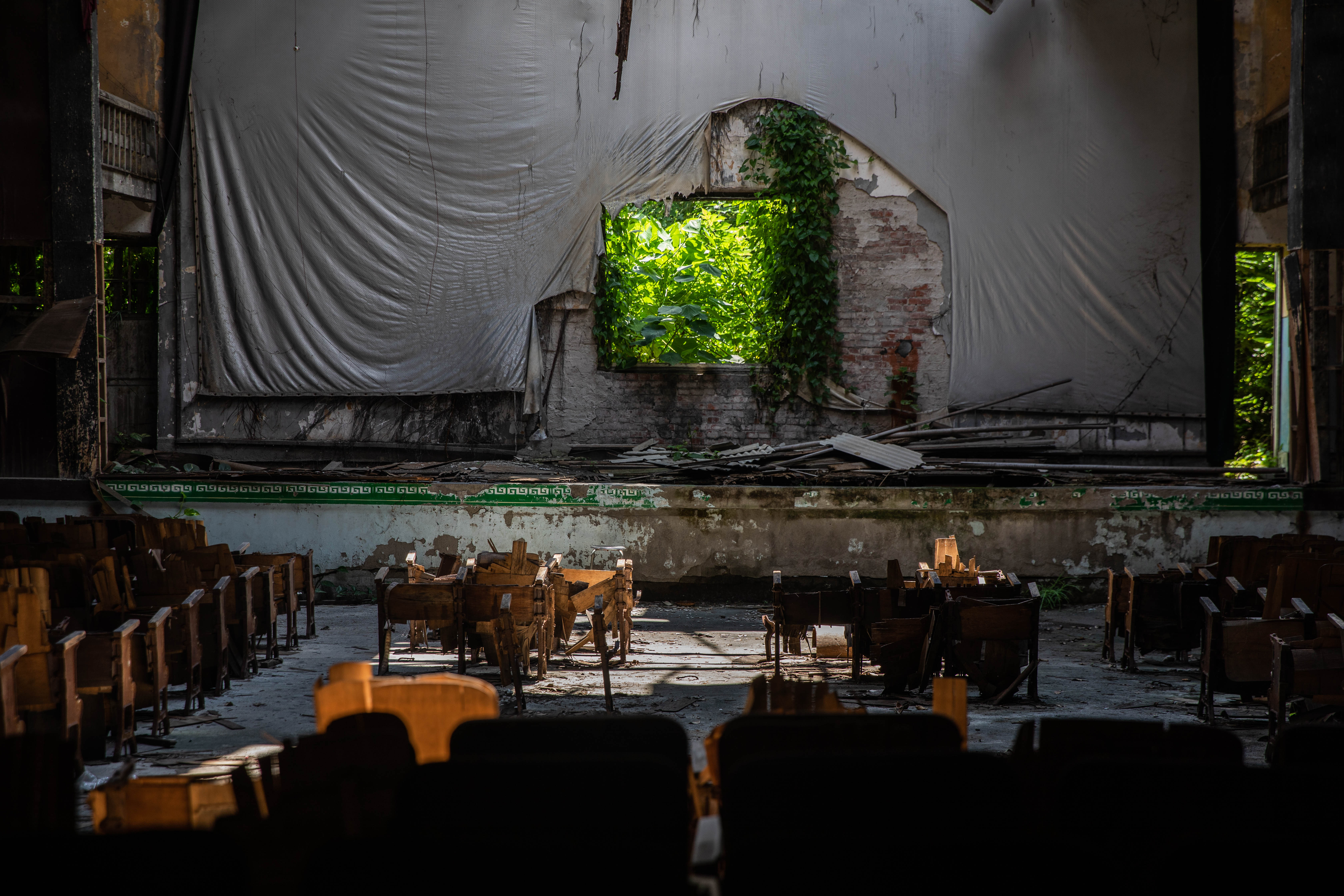
西螺戲院主舞台
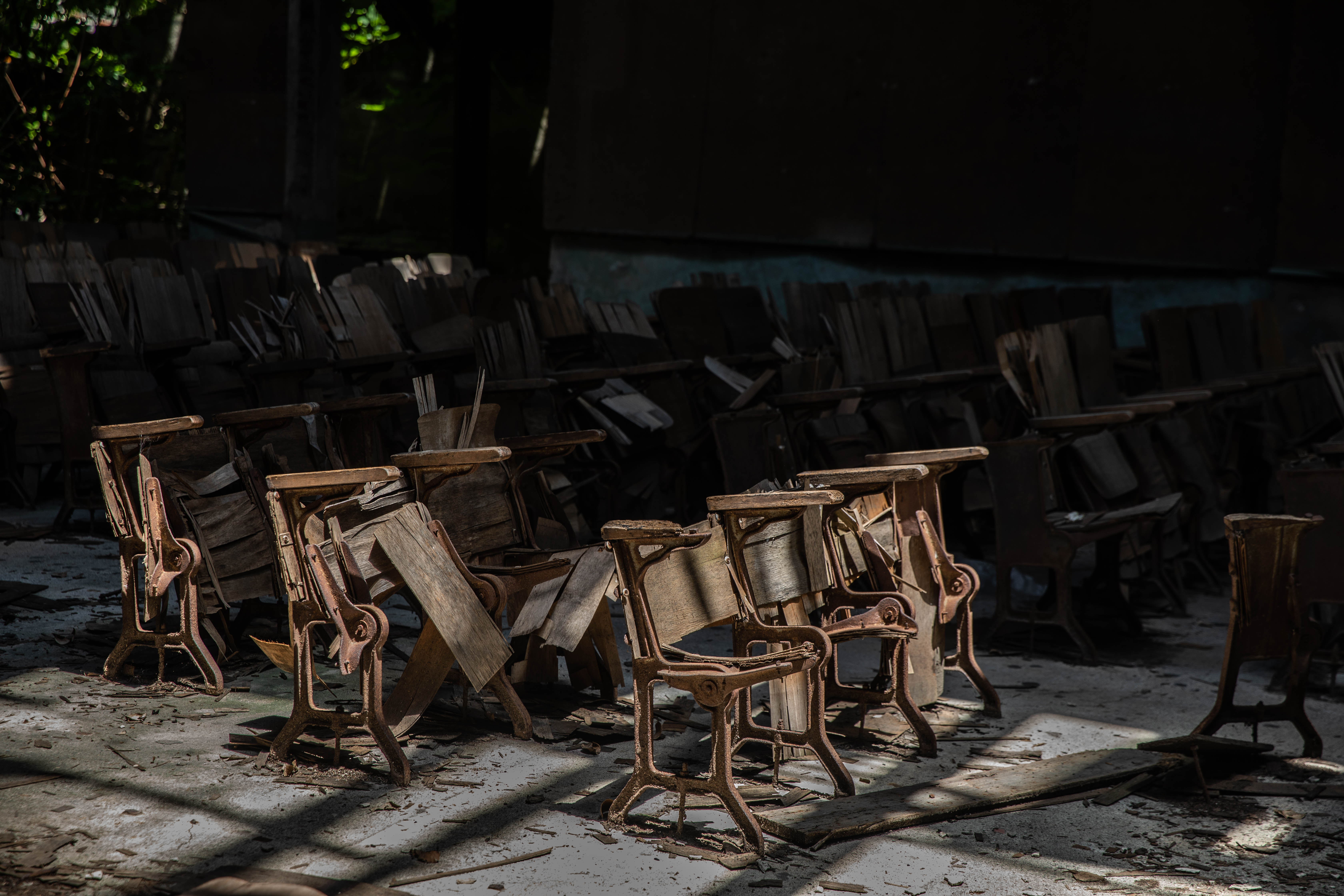
西螺戲院一樓觀眾席，現已拆除

## 另見
- 萬國戲院
- 電姬戲院

## 外部連結
- 西螺戲院 - 雲林縣文化觀光處 （页面存档备份，存于）